# Сава Муткуров
Сава Муткуров (болг. Сава Муткуров; нар. 16 грудня 1852, Тирново — пом. 15 березня 1891, Неаполь, Італія) — болгарський військовик — генерал-майор, і політик — регент Болгарського князівства (1886-1887) і міністр оборони (1887-1891) в уряді Стефана Стамболова.
Перший болгарський офіцер, який отримав Орден «За хоробрість» та перший болгарський офіцер, який отримав звання генерала.

## Біографія
Народився 16 грудня 1852 в Тирново. Деякий час навчався в Військово-медичній школі в Константинополі.
У 1872 році закінчив Юнкерське училище в Одесі. Брав участь разом з іншими болгарськими добровольцями в Сербсько-турецькій війні (1876). Під час Російсько-турецької війни 1877—1878 років командир 54-го Мінського піхотного полку.
Під час Сербсько-болгарської війни командував правим флангом під час наступу на Пирот (14-15 листопада).

## Нагороди
- Орден «За хоробрість»;
- Орден «Святого Олександра» без мечів;
- Орден «За військові заслуги»
- Орден Святого Станіслава
- Орден Святої Анни